# Імонн Коглен
Імонн Крістофер Коглен (англ. Eamonn Christopher Coghlan; нар. 21 листопада 1952) — ірландський легкоатлет, який спеціалізувався в бігу на середні та довгі дистанції.
Після завершення спортивної кар'єри був членом Шенад Ерен, верхньої палати парламенту Ірландії (2011—2016).

## Спортивні досягнення
Фіналіст (4-е місце) у бігу на 1500 метрів на Олімпіаді-1976. Фіналіст (4-е місце) у бігу на 5000 метрів на Олімпіаді-1980. Учасник змагань з бігу на 5000 метрів на Олімпіаді-1988 (зупинився на півфінальній стадії).
Чемпіон світу з бігу на 5000 метрів (1983).
Переможець Кубка світу з бігу на 1500 метрів (1981).
Срібний призер чемпіоната Європи з бігу на 1500 метрів (1978).
Чемпіон Європи в приміщенні з бігу на 1500 метрів (1979). Фіналіст (8-е місце) чемпіонату Європи в приміщенні з бігу на 1500 метрів (1977).
Багаторазовий чемпіон та рекордсмен Ірландії у дисциплінах бігу на середні та довгі дистанції.

## Рекорди
Володар вищого світового досягнення в естафеті 4×1 милі — 15.49,08 (1985).
Ексрекордсмен світу в приміщенні з бігу на 1 милю — 3.49,78 (1983).
Ексволодар вищого світового досягнення в приміщенні з бігу на 2000 метрів — 4.54,07 (1987).
Ексволодар вищого європейського досягнення з бігу на 1 милю — 3.53,3h (1975).